# Gauliga Niederschlesien 1941/42

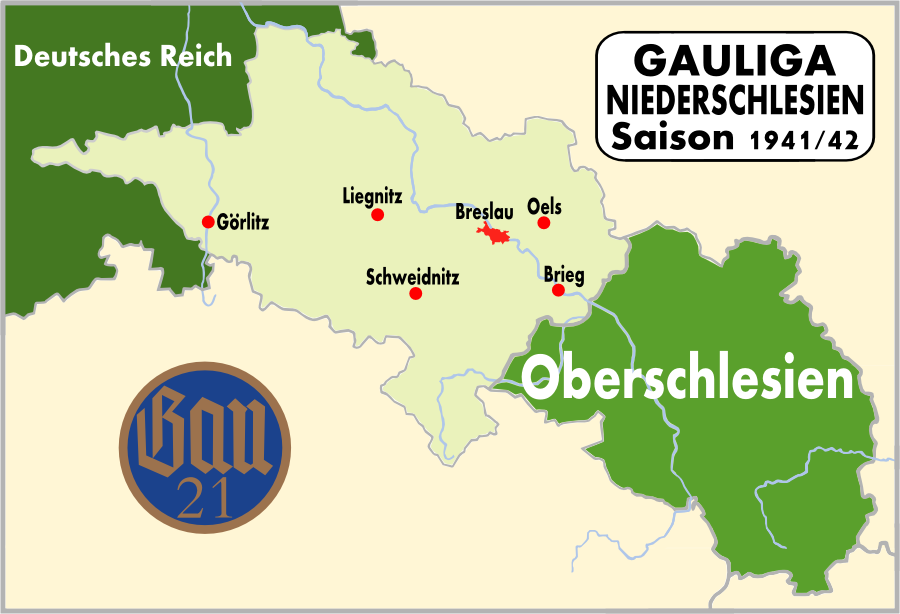
Plaatsen waar de Gauliga Niederschlesien 1941/42 gespeeld werd

De Gauliga Niederschlesien 1941/42 was het eerste voetbalkampioenschap van de Gauliga Niederschlesien. De Gauliga was samen met de Gauliga Oberschlesien de opvolger van de Gauliga Schlesien, die door oorlogsomstandigheden opgesplitst werd. Breslauer SpVgg 02 werd kampioen en plaatste zich voor de eindronde om de Duitse landstitel, waar de club uitgeschakeld werd door Planitzer SC. 

## Deelnemers
- alle clubs uit Neder- en Midden-Silezië tussen plaats 1 en 8 van de Gauliga Schlesien 1940/41:
  - Breslauer SpVg 02
  - SC Hertha Breslau
  - Breslauer FV 06
- De drie beste geplaatste clubs uit de Bezirksliga Niederschlesien 1940/41:
  - WSV Liegnitz
  - Gelb-Weiß Görlitz
  - TuSpo Liegnitz
- de kampioen van de Bezirksliga Mittelschlesien 1940/41:
  - Reichsbahn SG Oels
- de twee best geplaatste clubs uit de eindronde van de Bezirksliga Mittelschlesien 1940/41:
  - DSV Schweidnitz
  - SC Alemannia Breslau
- De winnaar van de Bezirksliga Oberschlesien West 1940/41 (door de regionale indeling van Brieg in de Gau Niederschlesien):
  - LSV Reinecke Brieg

## Eindstand
| Plaats | Club                 | Wed.           | W              | G              | V              | Saldo          | Ptn            |
| ------ | -------------------- | -------------- | -------------- | -------------- | -------------- | -------------- | -------------- |
| 1.     | Breslauer SpVg 02    | 16             | 14             | 1              | 1              | 63:21          | 29:03          |
| 2.     | LSV Reinecke Brieg   | 16             | 14             | 0              | 2              | 72:23          | 28:04          |
| 3.     | WSV Liegnitz         | 16             | 12             | 1              | 3              | 62:20          | 25:07          |
| 4.     | SC Hertha Breslau    | 16             | 8              | 0              | 8              | 30:38          | 16:16          |
| 5.     | Breslauer FV 06      | 16             | 4              | 4              | 8              | 47:48          | 12:20          |
| 6.     | SC Alemannia Breslau | 16             | 4              | 2              | 10             | 23:62          | 10:22          |
| 7.     | Reichsbahn SG Oels   | 16             | 3              | 3              | 10             | 29:64          | 09:23          |
| 8.     | TuSpo Liegnitz       | 16             | 3              | 2              | 11             | 44:52          | 08:24          |
| 9.     | DSV Schweidnitz      | 16             | 3              | 1              | 12             | 31:73          | 07:25          |
| 10.    | Gelb-Weiß Görlitz    | Teruggetrokken | Teruggetrokken | Teruggetrokken | Teruggetrokken | Teruggetrokken | Teruggetrokken |

|  | Kampioen   |
|  | Degradatie |

## Promotie-eindronde
| Plaats | Club                       | Wed. | W | G | V | Saldo | Ptn.  |
| ------ | -------------------------- | ---- | - | - | - | ----- | ----- |
| 1.     | LSV Immelmann Breslau      | 6    | 6 | 0 | 0 | 14:03 | 12:00 |
| 2.     | LSV Richthofen Schweidnitz | 6    | 3 | 1 | 2 | 12:08 | 07:05 |
| 3.     | VfB Liegnitz               | 6    | 2 | 1 | 3 | 08:14 | 05:07 |
| 4.     | Reichsbahn SG Görlitz      | 6    | 0 | 0 | 6 | 02:11 | 00:12 |

|  | Promotie |